# 田口御郁子
田口 御郁子（たぐち みかこ、1974年8月5日 - ）は、日本の元女子プロレスラー。宮城県仙台市出身。身長159cm、体重57kg。血液型B型。伊藤薫プロレス教室に所属していた。32歳という遅咲きでデビューしたが、失踪騒ぎや怪我もあり引退。

## 所属
- 伊藤薫プロレス教室（2006年 - 2007年）

## 経歴
学生時代は器械体操部に所属。社会人となってからはボクシングをかじったこともあった。
2006年
- 9月23日、新木場1stRINGにおいて、対上林愛貴戦でデビュー。
- 12月29日、リングネームを「みどり」に改名。

2007年
- 10月13日、町田千明のデビュー戦の相手となるが、敗戦。町田はこの1試合のみで退団するが、ブランクを経て現在は雫有希として活躍。
- 12月20日、引退。